# Liga Siatkówki Kobiet
La Liga Siatkówki Kobiet è la massima serie del campionato polacco di pallavolo femminile: al torneo partecipano fino a dodici squadre di club polacche e la squadra vincitrice si fregia del titolo di campione di Polonia.

## Edizioni
| Dal 1929 al 1953 la competizione è denominata Mistrzostwa Polski |                                  |                                  |                                  |                                  |                                  |
| 1929 Dettagli                                                    | AZS Varsavia                     | HKS Łódź                         | -                                |                                  |                                  |
| 1930 Dettagli                                                    | AZS Varsavia                     | HKS Łódź                         | -                                |                                  |                                  |
| 1931 Dettagli                                                    | AZS Varsavia                     | HKS Łódź                         | YMCA Cracovia                    |                                  |                                  |
| 1932 Dettagli                                                    | AZS Varsavia                     | HKS Łódź                         | YMCA Cracovia                    |                                  |                                  |
| 1933 Dettagli                                                    | AZS Varsavia                     | YMCA Cracovia                    | AZS Lwów                         |                                  |                                  |
| 1934 Dettagli                                                    | AZS Varsavia                     | AZS Lwów                         | AZS Wilno                        |                                  |                                  |
| 1935 Dettagli                                                    | AZS Varsavia                     | AZS Lwów                         | Olsza Cracovia                   |                                  |                                  |
| 1936                                                             | Non disputato                    | Non disputato                    | Non disputato                    |                                  |                                  |
| 1937 Dettagli                                                    | HKS Łódź                         | AZS Varsavia                     | Olsza Cracovia                   |                                  |                                  |
| 1938 Dettagli                                                    | AZS Varsavia                     | HKS Łódź                         | Olsza Cracovia                   |                                  |                                  |
| 1939 Dettagli                                                    | AZS Varsavia                     | HKS Łódź                         | Olsza Cracovia                   |                                  |                                  |
| 1940-45                                                          | Non disputato per eventi bellici | Non disputato per eventi bellici | Non disputato per eventi bellici | Non disputato per eventi bellici | Non disputato per eventi bellici |
| 1946 Dettagli                                                    | Warta Poznań                     | AZS Varsavia                     | Pomorzanin Toruń                 |                                  |                                  |
| 1947 Dettagli                                                    | AZS Varsavia                     | Wisła Cracovia                   | Pomorzanin Toruń                 |                                  |                                  |
| 1948 Dettagli                                                    | AZS Varsavia                     | HKS Łódź                         | SKS Varsavia                     |                                  |                                  |
| 1949 Dettagli                                                    | Chemia Łódź                      | Start Gdynia                     | SKS Varsavia                     |                                  |                                  |
| 1950 Dettagli                                                    | Chemia Łódź                      | Sparta Warszawa                  | AZS Varsavia                     |                                  |                                  |
| 1951                                                             | Non disputato                    | Non disputato                    | Non disputato                    |                                  |                                  |
| 1952 Dettagli                                                    | AZS-AWF Warszawa                 | Gedania                          | Chemia Łódź                      |                                  |                                  |
| 1953 Dettagli                                                    | Gedania                          | Sparta Warszawa                  | AZS-AWF Warszawa                 |                                  |                                  |
| Dal 1954 al 1957 la competizione è denominata Klasa wydzielona   |                                  |                                  |                                  |                                  |                                  |
| 1954 Dettagli                                                    | Gedania                          | Sparta Warszawa                  | AZS-AWF Warszawa                 |                                  |                                  |
| 1955 Dettagli                                                    | AZS-AWF Warszawa                 | Legia Varsavia                   | Wisła Cracovia                   |                                  |                                  |
| 1956 Dettagli                                                    | AZS-AWF Warszawa                 | Legia Varsavia                   | Wisła Cracovia                   |                                  |                                  |
| 1957 Dettagli                                                    | AZS-AWF Warszawa                 | Legia Varsavia                   | Sparta Warszawa                  |                                  |                                  |
| Dal 1957 al 1990 la competizione è denominata I liga             |                                  |                                  |                                  |                                  |                                  |
| 1957-58 Dettagli                                                 | AZS-AWF Warszawa                 | Wisła Cracovia                   | Gwardia Wrocław                  |                                  |                                  |
| 1958-59 Dettagli                                                 | Wisła Cracovia                   | AZS-AWF Warszawa                 | Start Gdynia                     |                                  |                                  |
| 1959-60 Dettagli                                                 | AZS-AWF Warszawa                 | Wisła Cracovia                   | Gwardia Wrocław                  |                                  |                                  |
| 1960-61 Dettagli                                                 | Legia Varsavia                   | AZS-AWF Warszawa                 | Wisła Cracovia                   |                                  |                                  |
| 1961-62 Dettagli                                                 | AZS-AWF Warszawa                 | Legia Varsavia                   | Wisła Cracovia                   |                                  |                                  |
| 1962-63 Dettagli                                                 | AZS-AWF Warszawa                 | Legia Varsavia                   | Wisła Cracovia                   |                                  |                                  |
| 1963-64 Dettagli                                                 | AZS-AWF Warszawa                 | Legia Varsavia                   | Start Gdynia                     |                                  |                                  |
| 1964-65 Dettagli                                                 | AZS-AWF Warszawa                 | Legia Varsavia                   | Wisła Cracovia                   |                                  |                                  |
| 1965-66 Dettagli                                                 | AZS-AWF Warszawa                 | Wisła Cracovia                   | Start Łódź                       |                                  |                                  |
| 1966-67 Dettagli                                                 | Wisła Cracovia                   | Legia Varsavia                   | Start Łódź                       |                                  |                                  |
| 1967-68 Dettagli                                                 | Start Łódź                       | Legia Varsavia                   | Wisła Cracovia                   |                                  |                                  |
| 1968-69 Dettagli                                                 | Wisła Cracovia                   | Legia Varsavia                   | Start Łódź                       |                                  |                                  |
| 1969-70 Dettagli                                                 | Wisła Cracovia                   | Start Łódź                       | Legia Varsavia                   |                                  |                                  |
| 1970-71 Dettagli                                                 | Start Łódź                       | Wisła Cracovia                   | Legia Varsavia                   |                                  |                                  |
| 1971-72 Dettagli                                                 | Start Łódź                       | Wisła Cracovia                   | Legia Varsavia                   |                                  |                                  |
| 1972-73 Dettagli                                                 | Start Łódź                       | AZS-AWF Warszawa                 | Polonia Świdnica                 |                                  |                                  |
| 1973-74 Dettagli                                                 | Płomień Milowice                 | Start Łódź                       | AZS-AWF Warszawa                 |                                  |                                  |
| 1974-75 Dettagli                                                 | Płomień Milowice                 | AZS-AWF Warszawa                 | Polonia Świdnica                 |                                  |                                  |
| 1975-76 Dettagli                                                 | ChKS Łódz                        | Wisła Cracovia                   | Start Łódź                       |                                  |                                  |
| 1976-77 Dettagli                                                 | Start Łódź                       | Wisła Cracovia                   | Czarni Słupsk                    |                                  |                                  |
| 1977-78 Dettagli                                                 | Czarni Słupsk                    | Start Łódź                       | Płomień Milowice                 |                                  |                                  |
| 1978-79 Dettagli                                                 | Płomień Milowice                 | Czarni Słupsk                    | Start Łódź                       |                                  |                                  |
| 1979-80 Dettagli                                                 | Płomień Milowice                 | Start Łódź                       | Czarni Słupsk                    |                                  |                                  |
| 1980-81 Dettagli                                                 | Płomień Milowice                 | Wisła Cracovia                   | Czarni Słupsk                    |                                  |                                  |
| 1981-82 Dettagli                                                 | Wisła Cracovia                   | ŁKS                              | Płomień Milowice                 |                                  |                                  |
| 1982-83 Dettagli                                                 | ŁKS                              | Czarni Słupsk                    | Płomień Milowice                 |                                  |                                  |
| 1983-84 Dettagli                                                 | Wisła Cracovia                   | Czarni Słupsk                    | Płomień Milowice                 |                                  |                                  |
| 1984-85 Dettagli                                                 | Czarni Słupsk                    | Wisła Cracovia                   | ŁKS                              |                                  |                                  |
| 1985-86 Dettagli                                                 | Czarni Słupsk                    | ŁKS                              | Gwardia Wrocław                  |                                  |                                  |
| 1986-87 Dettagli                                                 | Czarni Słupsk                    | BKS                              | ŁKS                              |                                  |                                  |
| 1987-88 Dettagli                                                 | BKS                              | Czarni Słupsk                    | Wisła Cracovia                   |                                  |                                  |
| 1988-89 Dettagli                                                 | BKS                              | Płomień Milowice                 | ŁKS                              |                                  |                                  |
| 1989-90 Dettagli                                                 | BKS                              | Wisła Cracovia                   | Płomień Milowice                 |                                  |                                  |
| Dal 1990 al 2005 la competizione è denominata I liga seria A     |                                  |                                  |                                  |                                  |                                  |
| 1990-91 Dettagli                                                 | BKS                              | Gedania                          | Czarni Słupsk                    |                                  |                                  |
| 1991-92 Dettagli                                                 | Czarni Słupsk                    | BKS                              | Stal Mielec                      |                                  |                                  |
| 1992-93 Dettagli                                                 | Pałac Bydgoszcz                  | Wisła Cracovia                   | BKS                              |                                  |                                  |
| 1993-94 Dettagli                                                 | Chemik Police                    | BKS                              | Stal Mielec                      |                                  |                                  |
| 1994-95 Dettagli                                                 | Chemik Police                    | BKS                              | Wisła Cracovia                   |                                  |                                  |
| 1995-96 Dettagli                                                 | BKS                              | Calisia                          | Chemik Police                    |                                  |                                  |
| 1996-97 Dettagli                                                 | Calisia                          | Andrychów                        | BKS                              |                                  |                                  |
| 1997-98 Dettagli                                                 | Calisia                          | Andrychów                        | Pałac Bydgoszcz                  |                                  |                                  |
| 1998-99 Dettagli                                                 | PTPS                             | Calisia                          | Stal Mielec                      |                                  |                                  |
| 1999-00 Dettagli                                                 | PTPS                             | Stal Mielec                      | BKS                              |                                  |                                  |
| 2000-01 Dettagli                                                 | PTPS                             | Pałac Bydgoszcz                  | Calisia                          |                                  |                                  |
| 2001-02 Dettagli                                                 | PTPS                             | SKRA Varsavia                    | Pałac Bydgoszcz                  |                                  |                                  |
| 2002-03 Dettagli                                                 | BKS                              | AZS AWF Poznań                   | Calisia                          |                                  |                                  |
| 2003-04 Dettagli                                                 | BKS                              | Calisia                          | Stal Mielec                      |                                  |                                  |
| 2004-05 Dettagli                                                 | Calisia                          | Pałac Bydgoszcz                  | PTPS                             |                                  |                                  |
| Dal 2005 la competizione è denominata Liga Siatkówki Kobiet      |                                  |                                  |                                  |                                  |                                  |
| 2005-06 Dettagli                                                 | Muszynianka                      | PTPS                             | Calisia                          |                                  |                                  |
| 2006-07 Dettagli                                                 | Calisia                          | PTPS                             | BKS                              |                                  |                                  |
| 2007-08 Dettagli                                                 | Muszynianka                      | PTPS                             | Calisia                          |                                  |                                  |
| 2008-09 Dettagli                                                 | Muszynianka                      | BKS                              | PTPS                             |                                  |                                  |
| 2009-10 Dettagli                                                 | BKS                              | Muszynianka                      | Dąbrowa Górnicza                 |                                  |                                  |
| 2010-11 Dettagli                                                 | Muszynianka                      | Trefl Sopot                      | BKS                              |                                  |                                  |
| 2011-12 Dettagli                                                 | Atom Trefl Sopot                 | Muszynianka                      | Dąbrowa Górnicza                 |                                  |                                  |
| 2012-13 Dettagli                                                 | Atom Trefl Sopot                 | Dąbrowa Górnicza                 | Muszyna                          |                                  |                                  |
| 2013-14 Dettagli                                                 | Chemik Police                    | Impel                            | Atom Trefl Sopot                 |                                  |                                  |
| 2014-15 Dettagli                                                 | Chemik Police                    | Atom Trefl Sopot                 | Muszyna                          |                                  |                                  |
| 2015-16 Dettagli                                                 | Chemik Police                    | Atom Trefl Sopot                 | Impel                            |                                  |                                  |
| 2016-17 Dettagli                                                 | Chemik Police                    | Budowlani Łódź                   | Developres Rzeszów               |                                  |                                  |
| 2017-18 Dettagli                                                 | Chemik Police                    | ŁKS                              | Budowlani Łódź                   |                                  |                                  |
| 2018-19 Dettagli                                                 | ŁKS                              | Budowlani Łódź                   | Developres Rzeszów               |                                  |                                  |
| 2019-20 Dettagli                                                 | Chemik Police                    | Developres Rzeszów               | ŁKS                              |                                  |                                  |
| 2020-21 Dettagli                                                 | Chemik Police                    | Developres Rzeszów               | ŁKS                              |                                  |                                  |
| 2021-22 Dettagli                                                 | Chemik Police                    | Developres Rzeszów               | ŁKS                              |                                  |                                  |
| 2022-23 Dettagli                                                 | ŁKS                              | Developres Rzeszów               | Budowlani Łódź                   |                                  |                                  |
| 2023-24 Dettagli                                                 | Chemik Police                    | Developres Rzeszów               | BKS                              |                                  |                                  |

## Palmarès
| Squadra          | Titolo | Edizione                                                                                          |
| ---------------- | ------ | ------------------------------------------------------------------------------------------------- |
| AZS Varsavia     | 11     | 1929, 1930, 1931, 1932, 1933, 1934, 1935, 1938, 1939, 1947, 1948                                  |
| AZS-AWF Warszawa | 11     | 1952, 1955, 1956, 1957, 1957-58, 1959-60, 1961-62, 1962-63, 1963-64, 1964-65, 1965-66             |
| Chemik Police    | 11     | 1993-94, 1994-95, 2013-14, 2014-15, 2015-16, 2016-17, 2017-18, 2019-20, 2020-21, 2021-22, 2023-24 |
| BKS              | 8      | 1987-88, 1988-89, 1989-90, 1990-91, 1995-96, 2002-03, 2003-04, 2009-10                            |
| Wisła Cracovia   | 6      | 1958-59, 1966-67, 1968-69, 1969-70, 1981-82, 1983-84                                              |
| Start Łódź       | 5      | 1967-68, 1970-71, 1971-72, 1972-73, 1976-77                                                       |
| Czarni Słupsk    | 5      | 1977-78, 1984-85, 1985-86, 1986-87, 1991-92                                                       |
| Płomień Milowice | 5      | 1973-74, 1974-75, 1978-79, 1979-80, 1980-81                                                       |
| Calisia          | 4      | 1996-97, 1997-98, 2004-05, 2006-07                                                                |
| PTPS             | 4      | 1998-99, 1999-00, 2000-01, 2001-02                                                                |
| Muszyna          | 4      | 2005-06, 2007-08, 2008-09, 2010-11                                                                |
| ŁKS              | 3      | 1982-83, 2018-19, 2022-23                                                                         |
| Chemia Łódź      | 2      | 1949, 1950                                                                                        |
| Gedania          | 2      | 1953, 1954                                                                                        |
| Atom Trefl Sopot | 2      | 2011-12, 2012-13                                                                                  |
| Legia Varsavia   | 1      | 1960-61                                                                                           |
| HKS Łódź         | 1      | 1937                                                                                              |
| Pałac Bydgoszcz  | 1      | 1992-93                                                                                           |
| Warta Poznań     | 1      | 1946                                                                                              |
| ChKS Łódz        | 1      | 1975-76                                                                                           |